# 内閣府特命担当大臣（金融担当）
内閣府特命担当大臣（金融担当）（ないかくふとくめいたんとうだいじん きんゆうたんとう、英語: Minister of State for Financial Services）は、日本の国務大臣。内閣府特命担当大臣のひとつである。金融担当大臣と通称される。

## 概説

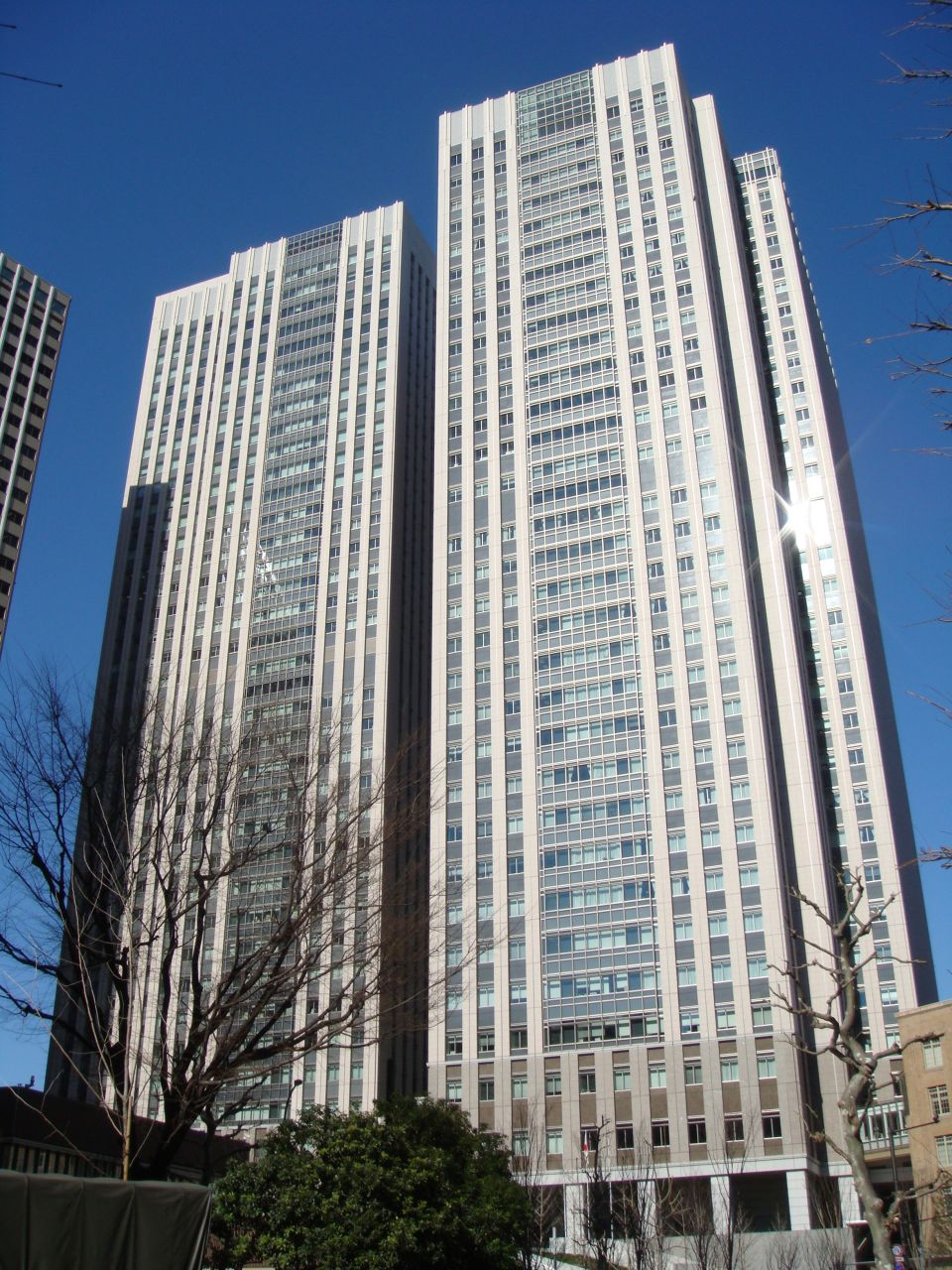
金融庁が設置される中央合同庁舎第7号館西館（左）

日本の内閣府に置かれる内閣府特命担当大臣の一つである。主として金融行政を所管する国務大臣である。具体的には、金融の円滑化を図る環境の整備にかかわる政策を所管する。また、国内金融に関する制度や金融機関の国際業務に関する制度の企画、立案、金融機関の検査、監督などを所管する。
内閣府にて金融行政を司る組織としては、内閣府の特別の機関である金融危機対応会議と、内閣府の外局である金融庁などが挙げられる。
内閣府特命担当大臣（金融担当）に就任した者は、内閣府設置法に基づき、金融危機対応会議の議員に就任する。金融危機対応会議の議長は内閣総理大臣であるが、議長に事故があるときは内閣府特命担当大臣（金融担当）がその職務を代理。また、内閣官房に設置されている多重債務者対策本部の本部長も務める。
内閣府特命担当大臣は、担当する諸課題により柔軟に設置できるため、政権により増減や変動があり、その役職名は必ずしも一致しない。しかし、内閣府特命担当大臣（金融担当）は、内閣府設置法により必置とされている。同様の例としては、内閣府特命担当大臣（防災担当）、内閣府特命担当大臣（沖縄及び北方対策担当）、内閣府特命担当大臣（消費者及び食品安全担当）及び内閣府特命担当大臣（少子化対策担当）の3大臣も、内閣府設置法により必置とされている。
民主党政権では国民新党に割り当てられて亀井静香・自見庄三郎・松下忠洋が就任していた。

## 歴史
従来の金融行政は、金融破綻処理制度や金融危機管理についての調査・企画・立案を金融再生委員会の内部部局である事務局が所管し、国内金融制度や金融機関の国際業務制度の企画・立案、金融機関の検査・監督を金融再生委員会の下部組織である金融庁が所管していた。
しかし、中央省庁等改革基本法に基づく中央省庁再編により、2001年1月6日に内閣府が設置された。それにともない、金融再生委員会事務局が所管する金融破綻処理制度や金融危機管理についての調査・企画・立案は金融庁に移管され、それとともに金融庁は内閣府の外局となった。また、同時に、特命担当大臣の制度が設けられた。同日付で第2次森改造内閣（中央省庁再編後）が発足し、金融再生委員会委員長を務めた衆議院議員の柳澤伯夫が「金融担当大臣」に任命された。以降、金融行政を担当する特命担当大臣として、「金融担当大臣」の職が継続して設置された。
2003年9月22日に発足した第1次小泉第2次改造内閣では、「内閣府特命担当大臣（金融担当）」と呼称が変更され、民間人の竹中平蔵が任命された。それ以来、「内閣府特命担当大臣（金融担当）」の職が継続して設置されている。
2009年の政権交代によって成立した民主党政権では、民主党と連立を組んでいた国民新党の議員が3代続けて就任しており、3年間金融担当大臣のポストを独占していた。
内閣府特命担当大臣（金融担当）としての在任日数が最も長いのは、麻生太郎である。麻生は、第2次安倍内閣にて、副総理兼財務大臣兼内閣府特命担当大臣（金融担当）に任命され、首相交代を経た菅義偉内閣まで、約8年9か月（3205日）連続で務めている。次いで、鈴木俊一の1092日、民主党政権時代の自見庄三郎の724日、小泉内閣時代の竹中平蔵の371日と続く（内閣府特命担当大臣以前の金融担当大臣時代を含めると728日）。ちなみに、国会議員以外から内閣府特命担当大臣（金融担当）に任命されたのは、竹中が唯一の例である（ただし竹中は、第2次小泉内閣にて内閣府特命担当大臣（金融担当）在任中に第20回参議院議員通常選挙に立候補し、当選している）。

## 名称
任命、補職は3段階で行われており、まず「国務大臣に任命する」との官記が出され、次いで当該の国務大臣に対して「内閣府特命担当大臣を命ずる」との辞令が出され、さらに当該の内閣府特命担当大臣に対して「金融を担当させる」と命ぜられる。これらの辞令は、「官報」に掲載されるため、その記載に基づき「内閣府特命担当大臣（金融担当）」と表記される。また、かつて2001年1月から2003年9月までは「金融担当大臣」と呼称されていた。なお、金融危機対応会議令では「内閣府設置法第十一条の特命担当大臣」と表現している。新聞などの報道では、簡略化して「金融担当大臣」「金融担当相」「金融大臣」「金融相」と表記されることも多い。英語での呼称については「Minister of State for Financial Services」とされている。
財務大臣と兼務している場合には、「財務・金融担当大臣」「財務・金融大臣」「財務・金融相」などと表記されることがある。

## 歴代大臣
| 代                             | 画像          | 氏名          | 内閣           | 内閣                        | 就任日                       | 退任日         | 党派         | 備考         |
| 金融担当大臣                   | 金融担当大臣  | 金融担当大臣  | 金融担当大臣   | 金融担当大臣                | 金融担当大臣                 | 金融担当大臣   | 金融担当大臣 | 金融担当大臣 |
| ------------------------------ | ------------- | ------------- | -------------- | --------------------------- | ---------------------------- | -------------- | ------------ | ------------ |
| 1                              |               | 柳澤伯夫      | 第2次森内閣    | 改造内閣 （中央省庁再編後） | 2001年1月6日                 | 2001年4月26日  | 自由民主党   |              |
| 2                              | 第1次小泉内閣 | 第1次小泉内閣 | 2001年4月26日  | 2002年9月30日               | 再任                         |                | 自由民主党   |              |
| 3                              |               | 竹中平蔵      |                | 第1次改造内閣               | 2002年9月30日                | 2003年9月22日  | 民間         |              |
| 内閣府特命担当大臣（金融担当） |               |               |                |                             |                              |                |              |              |
| 1                              |               | 竹中平蔵      | 第1次小泉内閣  | 第2次改造内閣               | 2003年9月22日                | 2003年11月19日 | 民間         |              |
| 2                              | 第2次小泉内閣 | 第2次小泉内閣 | 2003年11月19日 | 2004年9月27日               | 民間→自由民主党(2004年7月～) | 再任           |              |              |
| 3                              |               | 伊藤達也      |                | 改造内閣                    | 2004年9月27日                | 2005年9月21日  | 自由民主党   |              |
| 4                              | 第3次小泉内閣 | 第3次小泉内閣 | 2005年9月21日  | 2005年10月31日              | 再任                         |                | 自由民主党   |              |
| 5                              |               | 与謝野馨      |                | 改造内閣                    | 2005年10月31日               | 2006年9月26日  | 自由民主党   |              |
| 6                              |               | 山本有二      | 第1次安倍内閣  | 第1次安倍内閣               | 2006年9月26日                | 2007年8月27日  | 自由民主党   |              |
| 7                              |               | 渡辺喜美      |                | 改造内閣                    | 2007年8月27日                | 2007年9月26日  | 自由民主党   |              |
| 8                              | 福田康夫内閣  | 福田康夫内閣  | 2007年9月26日  | 2008年8月2日                | 再任                         |                | 自由民主党   |              |
| 9                              |               | 茂木敏充      |                | 改造内閣                    | 2008年8月2日                 | 2008年9月24日  | 自由民主党   |              |
| 10                             |               | 中川昭一      | 麻生内閣       | 麻生内閣                    | 2008年9月24日                | 2009年2月17日  | 自由民主党   |              |
| 11                             |               | 与謝野馨      | 麻生内閣       | 麻生内閣                    | 2009年2月17日                | 2009年9月16日  | 自由民主党   |              |
| 12                             |               | 亀井靜香      | 鳩山由紀夫内閣 | 鳩山由紀夫内閣              | 2009年9月16日                | 2010年6月8日   | 国民新党     |              |
| 13                             | 菅直人内閣    | 菅直人内閣    | 2010年6月8日   | 2010年6月11日               | 再任                         |                | 国民新党     |              |
| ‐                              | 菅直人内閣    | 菅直人内閣    |                | （仙谷由人）                | 2010年6月11日                | 2010年6月11日  | 民主党       | 事務代理     |
| 14                             | 菅直人内閣    | 菅直人内閣    |                | 自見庄三郎                  | 2010年6月11日                | 2011年9月2日   | 国民新党     |              |
| 14                             |               | 第1次改造内閣 | 留任           | 自見庄三郎                  | 2010年6月11日                | 2011年9月2日   | 国民新党     |              |
| 14                             | 第2次改造内閣 |               | 留任           | 自見庄三郎                  | 2010年6月11日                | 2011年9月2日   | 国民新党     |              |
| 15                             | 野田内閣      | 野田内閣      | 留任           | 自見庄三郎                  | 2011年9月2日                 | 2012年6月4日   | 国民新党     |              |
| 15                             | 第1次改造内閣 |               | 留任           | 自見庄三郎                  | 2011年9月2日                 | 2012年6月4日   | 国民新党     |              |
| 16                             |               | 松下忠洋      |                | 第2次改造内閣               | 2012年6月4日                 | 2012年9月10日  | 国民新党     |              |
| ‐                              |               | （安住淳）    |                | 第2次改造内閣               | 2012年9月10日                | 2012年10月1日  | 民主党       | 事務代理     |
| 17                             |               | 中塚一宏      |                | 第3次改造内閣               | 2012年10月1日                | 2012年12月26日 | 民主党       |              |
| 18                             |               | 麻生太郎      | 第2次安倍内閣  | 第2次安倍内閣               | 2012年12月26日               | 2014年9月3日   | 自由民主党   |              |
| 18                             |               | 麻生太郎      | 改造内閣       | 2014年9月3日                | 2014年12月24日               | 留任           | 自由民主党   |              |
| 19                             | 第3次安倍内閣 | 第3次安倍内閣 | 2014年12月24日 | 2015年10月7日               |                              | 留任           | 自由民主党   |              |
| 19                             |               | 麻生太郎      | 第1次改造内閣  | 2015年10月7日               | 2016年8月3日                 | 留任           | 自由民主党   |              |
| 19                             |               | 麻生太郎      | 第2次改造内閣  | 2016年8月3日                | 2017年8月3日                 | 留任           | 自由民主党   |              |
| 19                             |               | 麻生太郎      | 第3次改造内閣  | 2017年8月3日                | 2017年10月31日               | 留任           | 自由民主党   |              |
| 20                             | 第4次安倍内閣 | 第4次安倍内閣 | 2017年11月1日  | 2018年10月2日               |                              | 留任           | 自由民主党   |              |
| 20                             |               | 麻生太郎      | 第1次改造内閣  | 2018年10月2日               | 2019年9月11日                | 留任           | 自由民主党   |              |
| 20                             |               | 麻生太郎      | 第2次改造内閣  | 2019年9月11日               | 2020年9月16日                | 留任           | 自由民主党   |              |
| 21                             | 菅義偉内閣    | 菅義偉内閣    | 2020年9月16日  | 2021年10月4日               |                              | 留任           | 自由民主党   |              |
| 22                             |               | 鈴木俊一      | 第1次岸田内閣  | 第1次岸田内閣               | 2021年10月4日                | 2021年11月10日 | 自由民主党   |              |
| 23                             | 第2次岸田内閣 | 第2次岸田内閣 | 2021年11月10日 | 2022年8月10日               | 再任                         |                | 自由民主党   |              |
| 23                             |               | 鈴木俊一      | 第1次改造内閣  | 2022年8月10日               | 再任                         | 2023年9月13日  | 自由民主党   |              |
| 23                             |               | 鈴木俊一      | 第2次改造内閣  | 2023年9月13日               | 再任                         | 2024年10月1日  | 自由民主党   |              |
| 24                             |               | 加藤勝信      | 第1次石破内閣  | 第1次石破内閣               | 2024年10月1日                | 2024年11月11日 | 自由民主党   |              |
| 25                             | 第2次石破内閣 | 第2次石破内閣 | 2024年11月11日 | 現職                        | 再任                         |                | 自由民主党   |              |

- 内閣府特命担当大臣は複数名を任命することがあるため、通常は代数の表記は行わない。ただし、本表ではわかりやすさに配慮し、代数の欄を便宜上設けた。
- 辞令のある再任は就任日を記載し、辞令のない留任は就任日を記載しない。
- 内閣府特命担当大臣（金融担当）事務代理は、大臣空位時のみ氏名を括弧書きで記載した。
- 党派の欄は、就任時、または、内閣発足時の所属政党を記載した。
- 第1次小泉第1次改造内閣までは「金融担当大臣」と呼称されており、役職名の表記に差異はあるが、法的には同質であり、便宜上記載した。